# Petites Carpates
Les Petites Carpates (slovaque : Malé Karpaty, allemand : Kleine Karpaten) sont un massif montagneux qui fait partie des Carpates occidentales, situé dans l’Ouest de la Slovaquie et, pour une petite partie, dans l’Est de l’Autriche. Elles s’étendent de Hainburg an der Donau et Bratislava à Nové Mesto nad Váhom.

## Principaux sommets

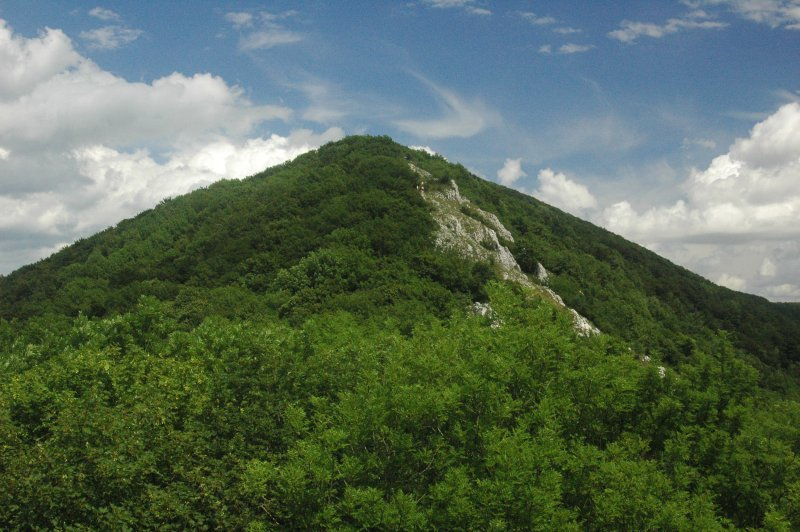
Záruby, le plus haut sommet des Petites Carpates.

- Záruby (768 m)
- Vysoká (754 m)
- Vápenná (752 m)
- Čertov kopec (752 m)
- Havranica (737 m)
- Veterlín (724 m)
- Čelo (716 m)
- Čmeľok (709 m)
- Veľká homoľa (709 m)
- Skalnatá (704 m)
- Javorina (703 m)

## Histoire
Les Petites Carpates, bien que modestes en hauteur, atteignant souvent 500 mètres, ont longtemps été perçues comme une barrière naturelle importante en raison de leur position entourée de basses plaines. Historiquement, la chaîne a été exploitée pour ses richesses minières, notamment l’or, l’argent, l’antimoine, le manganèse et la pyrite. Pendant la Seconde Guerre mondiale, elles ont abrité le groupe partisan Janko Kráľ, actif dans la résistance contre les forces d’occupation. Les activités insurgées ont perduré jusqu'à l'arrivée de l'Armée rouge soviétique en 1945.

## Tourisme

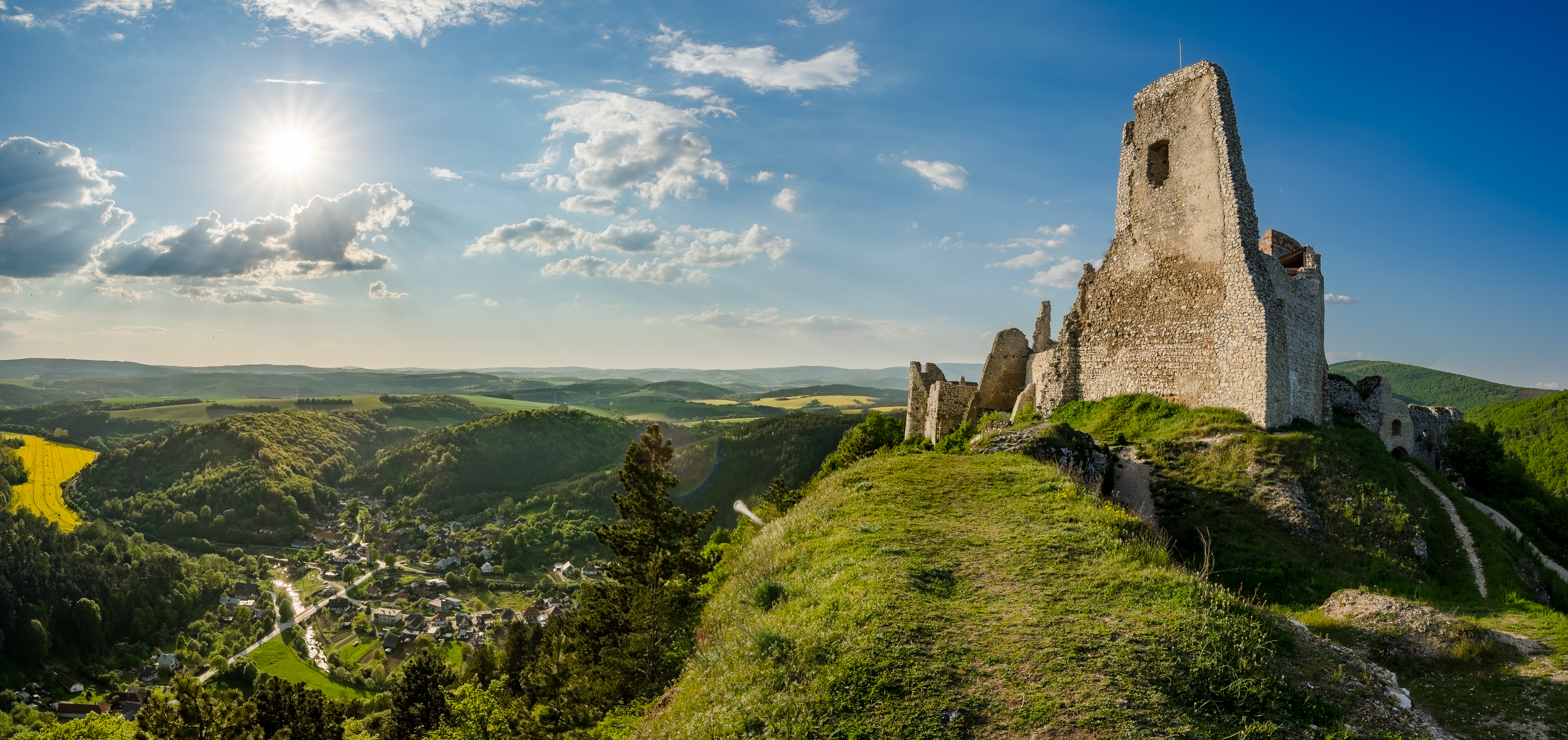
Le château de Čachtice.

Le sentier des héros du Soulèvement national slovaque (Cesta hrdinov SNP), un itinéraire de randonnée qui traverse la Slovaquie, passe par les Petites Carpates.
On trouve de nombreux châteaux et ruines de châteaux dans les Petites Carpates, notamment :
- château de Čachtice,
- château de Devín,
- château de Plavec,
- Biely Kameň,
- Červený Kameň,
- Dobrá Voda,
- Korlátka,
- Ostrý Kameň,
- Pajštún.

Le mausolée de Milan Rastislav Štefánik, conçu par l'architecte Dušan Jurkovič, est situé dans les Petites Carpates, sur le mont Bradlo.